# Idioma baekje
El baekje o paekche es la lengua del antiguo reino de Baekje (18 a. C. - 660 d. C.), uno de los Tres Reinos de Corea, está escasamente atestiguado; de hecho, no está claro que el material existente sea del mismo idioma.
Desde que Baekje fue establecido por inmigrantes de Goguryeo (el Buyeo-Baekje / Puyo-Paekche), se presupone que hablaban en idioma goguryeo, y varias palabras atestiguadas apoyan esta idea; sin embargo, incluso si es verdad, no se sabe qué idioma hablaban los indígenas Samhan (Han-Baekje), o si el material atestiguado pueda ser una mezcla de Goguryeo y Samhan. La Confederación Gaya, sin embargo, fue fundada por una de las tribus Samhan, así que es posible que el antiguo idioma baekje estuviera relacionado con el Gaya; basado en evidencias toponímicas, puede ser entonces que buyeo-baekje estuviera relacionado con el antiguo coreano del reino de Silla, que con las lenguas japónicas como otros autores sugieren.